# Bảo tàng Kỹ thuật và Giao thông vận tải Hungary

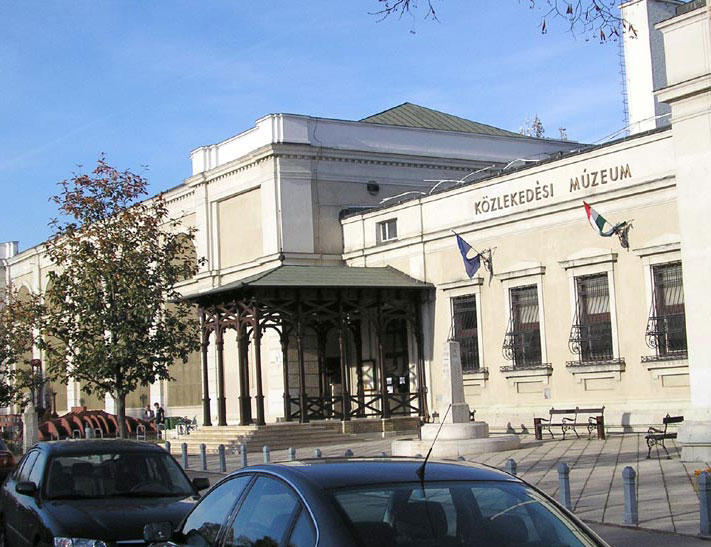
Lối vào chính tòa nhà cũ của Bảo tàng Khoa học, Công nghệ và Giao thông vận tải Hungary

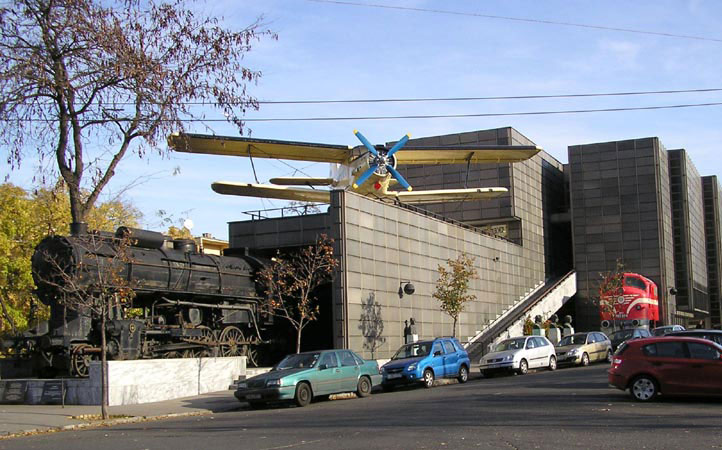
Đầu máy và một máy bay Antonov An-2 bên ngoài Bảo tàng Khoa học, Công nghệ và Giao thông vận tải Hungary

Bảo tàng Kỹ thuật và Giao thông vận tải Hungary (tiếng Hungary: Magyar Műszaki és Közlekedési Múzeum), chủ yếu được biết đến với tên gọi cũ là Közlekedési Múzeum ("Bảo tàng Giao thông vận tải") là một bảo tàng ở thủ đô Budapest, Hungary. Bảo tàng có ý nghĩa và giá trị lịch sử to lớn đối với ngành công nghiệp giao thông vận tải Hungary. Đây là một trong những bảo tàng trưng bày bộ sưu tập phương tiện giao thông lâu đời nhất châu Âu.
Trong bảo tàng bộ sưu tập độc đáo và phong phú về đầu máy và toa xe lửa theo tỷ lệ xích 1:5. Tỷ lệ này có nghĩa là nếu một đầu máy xe lửa có chiều dài 10 m trong thực tế sẽ được tái tạo lại thành mô hình dài 2 m. Các mô hình tại bảo tàng tái hiện lại một cách rõ nét về từng thời kì phát triển của công nghệ đường sắt Hungary. Ngoài các mô hình tái tạo, Bảo tàng cũng sở hữu một đầu máy và toa xe với kích thước thực và một nhà ga từ những năm 1900.
Bên cạnh đó bảo tàng cũng trưng bày các sản phẩm trong các lĩnh vực:
- Lịch sử của giao thông đường bộ:  bao gồm các phương tiện trong thời kì đầu phát triển như: xe ngựa và máy điều khiển, xây dựng cầu đường với bộ sưu tập ô tô, xe máy và xe đạp cũ.
- Lịch sử của thuyền buồm: xuyên suốt từ thuyền buồm thời tiền sử tới lịch sử sản xuất thuyền hiện đại của Hungary, được thể hiện qua các mô hình độc đáo.
- Đặc biệt, tại một địa điểm sâu hơn trong bảo tàng có một cuộc triển lãm về lịch sử về các chuyến bay và du hành vũ trụ. Triển lãm bao gồm các máy bay nguyên bản của Hungary và nước ngoài, trong đó có Junkers F-13 là máy bay vận tải hoàn toàn bằng kim loại đầu tiên trên thế giới. Bảo tàng cũng trưng bày cabin của phi hành gia Hungary đầu tiên, Bertalan Farkas. Bộ sưu tập các phương tiện tại bảo tàng là minh chứng mạnh mẽ về sự phát triển của động cơ và các kỹ thuật tên lửa hiện đại của Hungary.

Theo tài liệu tại bào tàng về "Lịch sử của giao thông thành phố"  cho thấy giao thông công cộng ở Buda và Pest có sự xuất hiện của xe điện và xe buýt.
Không chỉ có đầu máy và xe lửu bảo tàng cũng liên kết đồng sở hữu bộ sưu tập máy bay ở Aeropark, một bảo tàng dành cho lịch sử hàng không dân dụng Hungary nằm ngay bên cạnh Sân bay Quốc tế Budapest Ferenc Liszt.

## Thông tin cho khách du lịch
- Địa chỉ: 11 Városligeti körút, XIV Budapest

Góc Đông Nam Công viên TP Budapest.
Thỉnh thoảng Bảo tàng tạm thời đóng cửa để phục vụ công tác xây dựng, tu sửa lại. Sau khi hoàn thành xây dựng sẽ có một tòa nhà hoàn toàn mới  cho các bộ sưu tập mới. Để biết thêm thông tin về thời gian mở cửa, vui lòng truy cập http://kozlekedesimuzeum.hu/